# Alain Horic
Œuvres principales
- L'Aube assassinée (1957)
- Blessure au flanc du ciel (1962)
- Les Coqs égorgés (1972)

Alain Horic (né le 3 janvier 1929 à Kulen Vakuf, Royaume des Serbes, Croates et Slovènes, aujourd'hui en Bosnie-Herzégovine et mort le 21 juillet 2022) est un poète et un éditeur canadien. Il est connu pour avoir fait partie de l'équipe des Éditions de l'Hexagone et d'en avoir été le directeur de 1981 à 1991.

### Jeunesse en Europe à la Légion étrangère
Alain Horic est né à Kulen Vakuf en 1929, de parents commerçants. Il fait ses études classiques aux lycées de Bihac et de Banja-Luka. C'est durant ses cours classiques qu'il apprend le français, par l’entremise d'un de ses amis, dont sa mère est française. Tout de suite après la Seconde Guerre mondiale, voulant quitter l’Europe à tout prix, il quitte à 16 ans la Yougoslavie et s’enrôle dans la Légion étrangère, où il sera déployé en Indochine,.
Il sera responsable d'un mortier, avec deux autres compagnons, et sera victime du paludisme en 1949. Il passe le cours de l’école des sous-officiers pour le grade de caporal vers la fin de son contrat. Il est envoyé au dépôt de la Légion étrangère de Marseille, et obtient les papiers de citoyen français pour service rendu à la France, trois mois de solde et un billet pour Paris. 
Après sa démobilisation en mars 1951, il est employé dans l’usine Citroën à Paris, où il collabore avec le milieu syndical, notamment en tant que délégué syndical et rédacteur du journal L’ouvrier croate. Il est également étudiant libre à la Sorbonne durant son passage à Paris.

### Arrivé au Québec
Il immigre au Québec en février 1952 et s’installe à Montréal, après que son visa d’immigration lui fut accordé. Il travaille chez Dupuis frères comme commis et s’implique dans le syndicat, dont il rencontra Michel Chartrand durant la grève de la même année. Entre temps, pour augmenter ses revenus, il publie des poèmes dans des revues et journaux spécialisés. 
En même temps qu'il travaille, il passe les années 50 à étudier dans plusieurs domaines : cours en radio-électronique à l’institut Teccar, d’anglais au YMCA, en sciences commerciales par correspondance à l’Université La Salle de Chicago, et à l’Université de Montréal pour la maîtrise en littératures slaves. Il a dirigé pendant un certain temps un magasin d’importation de tissus dans les années 1960. 
Il épouse le 6 décembre 1952 Jacqueline Rivard, dont quatre enfants naîtront de cette union. Il avait connu son père, Michel Rivard, par l’entremise de Michel Chartrand. Il se divorce et se remarie quelques années plus tard avec la poète France Théoret; il divorce également avec cette dernière dans les années 2000.

## Monde de l'édition

### Publications personnelles
Il écrit des poèmes et des textes dans différents journaux du Québec et dans des revues spécialisées francophones, croates et bosniaques. Il publie son premier recueil aux Éditions Erta en 1957. 
Avec France Théoret et Joseph Bonenfant, il élabore un projet de grande anthologie sur les plus grands poèmes du Québec, de la Nouvelle-France à aujourd’hui. Appelé Les grands poèmes de la poésie québécoise : anthologie, il renferme plusieurs grands noms connus et de noms tombés dans l’oubli. Il publie en 2003 Mon parcours d’éditeur avec Gaston Miron, une petite bibliographie du temps où il était à l’Hexagone et collaborait avec Gaston Miron.  

### Implications
Il participe avec d'autres éditeurs à la fondation Les Messageries littéraires Inc., ayant comme but de gérer la distribution, d'éviter l'accumulation des ouvrages invendus et la strangulation du marché.
Il élabore comme idée Le Forum, un projet d'entreprise qui aurait eu comme but de se concentrer sur le marché des ouvrages pratiques et aidés financièrement la maison d'édition, mais fut abandonné, faute de suffisamment d'expertises et d'organisations disponibles.
La Société immobilière du livre Inc. est créé avec l'achat d'un immeuble au coin des rue Saint-Hubert et rue Sherbrooke qui regrouperait les activités des Éditions de l'Hexagone, du Parti pris, des Herbes rouges et du Groupe d'éditeurs littéraires francophones d'Amérique du Nord (GELFAN). Ce dernier, nouvellement créé, était une entité qui devait «intervenir auprès des organismes accordant des subventions pour qu'ils reconnaissent la spécificité littéraire au Québec».

### Les éditions l'Hexagone
Au cours d’un événement chez Andrée Maillet, il rencontre Gaston Miron qui, après être devenu ami avec lui, l’invite en 1955 à collaborer aux Éditions de l’Hexagone. Au retour de Miron de France en 1961, il l’invite à participer à la troisième équipe de l’Hexagone, avec Paul-Marie Lapointe, Louis Portugais et Michel van Schendel. À partir de 1964, Horic et Miron sont les seuls à faire partie de l’équipe, appelée quatrième équipe.
La raison sociale de l’Hexagone est dissoute en juillet 1970 pour devenir, le mois suivant, une société légale sous le même nom. Horic aura 48 % des parts, Miron 51 % et Portugais 1 %. Il devient codirecteur et s’occupera de la section financière à partir de ce moment. Il devient le seul directeur de l’Hexagone lorsque Miron lui annonce qu'il quitte ses fonctions en 1981. La même année, il crée les collections Fictions, Littéraires, Rétrospectives, Poésie, et Anthologies pour ouvrir l’Hexagone aux romans et aux essais, et diversifier le fonds de publication. En 1984, il crée la collection Typo et le nouveau logo de l’Hexagone. En 1991, il vend les Éditions de l’Hexagone à Sogides, qui l’intégrera, avec d’autres maisons d’édition sous le nom de Groupe Ville-Marie littéraire, et fera partie du comité d’édition du groupe l’Hexagone de 1991 à 1996.
En 2001, il donne les archives des Éditions de l’Hexagone à l’Université de Sherbrooke.

### Parti pris et Les Herbes rouges
Il remplace Gérald Godin au  Parti Pris, à la suite de l'élection de ce dernier comme député du Parti québécois en 1976, et travaille avec Gaëtan Dostie jusqu’en 1984. Il fait don des archives à la BAnQ en 1989, au nom de l'Hexagone, en même temps de ceux de la Librairie Déom.
Avec Gaston Miron, il participe en 1978 à la fondation des Éditions Les Herbes rouges des frères François et Marcel Hébert, par l'entremise de l'Hexagone; lui et Miron seront administrateurs et directeurs.

## Comité Solidaire Québec/Bosnie
Il participe à la création de ce comité, qui avait comme but de sensibiliser les gens à la situation en Bosnie-Herzégovine et de ramasser des fonds pour venir en aide. Le comité sera actif de 1992 à 1996. Avec Paul Chamberland, France Théoret et Pierre Vallières, il participe également à la publication de La Bosnie nous regarde en 1995. Il envoie des lettres et écrit des articles à plusieurs journaux du monde francophone et anglophone pour sensibiliser le public à la situation en Yougoslavie. Il fera de même avec des dirigeants de partis politiques, des politiciens, des représentants onusiens, et des personnalités publiques de l’époque.

## Décès
Alain Horic meurt le 21 juillet 2022 à l'âge de 93 ans.

## Œuvres

### Poésies
- Alain Horic, L’Aube assassinée, Montréal, Éditions Erta, 1957, 42 pages
- Alain Horic, Nemir duse, Madrid, Éditions Osvit, 1959 (Compilation de poèmes d’Alain Horic fait par un médecin croate vivant en Espagne)
- Alain Horic, Blessure au flanc du ciel, Montréal, Éditions de l'Hexagone, 1962, 49 pages
- Alain Horic, Atomises, Montréal, Les écrits du Canada français, 1965
- Lorraine Monk (éditeur),Norman Hallendy et Sharon Van Raalte (création et réalisation), Alain Horic (Poésie française) et Penelope (poésie anglaise), Cela commença par un rêve et ce fut la création = Seeds of the spacefields, Toronto, Martlett Press, 1969, 105 pages
- Alain Horic, Les Coqs égorgés, Montréal, Éditions de l'Hexagone, 1972, 31 pages

### Ouvrages
- Paul Chamberland, Alain Horic, France Théoret et Pierre Vallières, La Bosnie nous regarde, Montréal, Publication du Quartier libre, 1995, 175 pages  (ISBN 2-921754-03-7)
- Joseph Bonenfant, Alain Horic et France Théoret, Les grands poèmes de la poésie québécoise : anthologie, Montréal, Édition de L'Hexagone, 1999, 367 pages  (ISBN 2890065979)
- Alain Horic, Mon parcours d'éditeur avec Gaston Miron, Montréal, L'Hexagone, 2003, 173 pages  (ISBN 2-89006-710-6)

## Biographie
- Alain Horic, Mon parcours d'éditeur avec Gaston Miron, Montréal, L'Hexagone, 2003, 173 pages  (ISBN 2-89006-710-6)
- Michel Biron, François Dumont et Élisabeth Nardout-Lafarge, Histoire de la littérature québécoise, Montréal, Édition Boréal, 2007, 700 pages  (ISBN 9782764620274)
- Jean Royer, Gaston Miron sur parole, Un portrait et sept entretiens, Montréal, BQ, 2007, 122 pages  (ISBN 2-07-059421-1)
- Yves Légaré, Dictionnaire des écrivains québécois contemporains, Montréal, Québec/Amérique, 1983, 399 pages  (ISBN 2890371581)
- Victor Barbeau et André Fortier, Dictionnaire bibliographique du Canada français, Montréal, Académie canadienne-française, 1974, 246 pages
- Réginal Hamel, John Hare et Paul Wyczynski, Dictionnaire pratique des auteurs québécois, Éditions Fides, 1976, 726 pages  (ISBN 0775505978)
- Réginal Hamel, John Hare et Paul Wyczynski, Dictionnaire des auteurs de langue française en Amérique du Nord, Éditions Fides, 1989, 1364 pages  (ISBN 2762114756)
- Pierre Nepveu, Gaston Miron, la vie d'un homme, Montréal, Éditions du Boréal, 2011, 900 pages  (ISBN 978-2-7646-2103-5)
- Marie-Andrée Beaudet, Album Miron, Montréal, L'Hexagone, 2006, 212 pages  (ISBN 2-89006-781-5)
- Richard Giguère et André Marquis (dir.), L’Édition de poésie : Les Éditions Erta, Orphée, Nocturne, Quartz, Atys et L’Hexagone, Ex libris, 1989, 260 pages  (ISBN 2921061031)
- Maurice Lemire, Dictionnaire des œuvres littéraires du Québec, tome 3, Montréal, Fides, 1982, 1252 pages  (ISBN 2762118603)
- «Site d'Alain Horic», Site personnel d'Alain Horic
- «Alain Horic Notice biographique», sur le site des Éditions de l'Hexagone
- «Alain Horic Notice bibliographique», sur le site de Infocentre littéraire des écrivains
- Marie-Andrée Lamontagne, «L’Hexagone: la poésie qui a fait histoire», Le Devoir, 28 septembre 2013 [lire en ligne (page consultée le 29 mai 2020)]
- Christian Desmeules, «Essais québécois-Alain Horic, à l'ombre du géant magnifique», Le Devoir, 29 mai 2004 [lire en ligne (page consultée le 29 mai 2020)]